# Iljušin Il-114
Iljušin Il-114 (Russian Илью́шин Ил-114) je dvomotorno  turbopropelersko regionalno potniško letalo. Prvič je poletel leta 1990, vsega je bilo zgrajenih samo 20 letal. Proizvodnja se je končala julija 2012.

## Različice
- Il-114 – Prvi proizvodni model
- Il-114-100 – Z dvema zahodnima motorjema Pratt & Whitney Canada PW-127, kapaciteta 64 potnikov
- Il-114-120 –Dva Pratt & Whitney Canada PW127Н by  turbopropa, kapaciteta 64 potnikov
- Il-114T – Tovorna verzija, prvič poletela leta 1996
- Il-114P – Verzija za patruliranje morja
- Il-114MP – Verzija za patruliranje morja
- Il-114FK – Izvidniško letalo, za zračno forografiranje, in elektronsko izvidništvo (Elint)
- Il-114PR – SIGINT/AEW
- Il-140 – AWACS
- Il-140M – Za patruliranje morja in iskanje in reševanje

Predlagano špansko letalo CASA 3000, bi imelo rahlo modificiran Il-114 trup.

## Tehnične specifikacije
- Posadka: 2
- Kapaciteta: 64 potnikov; Il-114-300: 52 potnikov;Il-114T: 76 m3 (2 684 cu ft) tovorni prostor
- Dolžina: 26,877 m (88 ft 2 in)
- Razpon kril: 30 m (98 ft 5 in)
- Višina: 8,32 m (27 ft 4 in)
- Površina kril: 81,9 m2 (882 sq ft)
- Maks. vzletna teža: 23 500 kg (51 809 lb)
- Kapaciteta goriva: 8 360 l (1 839 imp gal)
- Uporaben tovor: 6 500 kg (14 330 lb); Il-114T: 7 000 kg (15 432 lb)
- Motorji: 2 × Klimov TV7-117S turboprop, 1 900 kW (2 500 KM) vsak;Il-114-100: 2 x Pratt & Whitney Canada PW127Н 1 972 kW (2 644 KM) vsak; Il-114-300: 2 x Klimov TV7-117SM 1 980 kW (2 655 KM) vsak
- Potovalna hitrost: 500 km/h (311 mph; 270 kn)
- Dolet: 1 000 km (621 mi; 540 nmi) z maks. tovorom; Il-114-100: 1 400 km (870 mi); Il-114-300: 2 180 km (1 355 mi)
- Višina leta (servisna): 7 600 m (24 934 ft)